# 奥马伊拉·桑切斯
奥马伊拉·桑切斯·加尔松（西班牙語：Omayra Sánchez Garzón，1972年8月28日—1985年11月16日），在1985年哥伦比亚内瓦多·德·鲁伊斯火山爆发中丧生，时年仅13岁。火山爆发产生的火山泥流顺着河谷冲向下游，摧毁了位于托利马省的小镇阿尔梅罗，将近23,000人丧生，被稱為阿爾梅羅慘劇。火山泥流摧毁了桑切斯家的住宅之后，桑切斯被困在房屋的碎片下，坚持了三天，期间人们记录了她的境况，包括从最初的镇静到濒死时挣扎的过程。记者和救援工作者被她的勇气和尊严所感动，尽力安抚她，但是经过60小时的努力，桑切斯仍然不幸去世，死因可能是坏疽或失温症。桑切斯之死显示出哥伦比亚官员对于火山爆发威胁的应对不力，同时衬托出参与救援的志愿者在物资和设备缺乏的条件下付出的极大努力。
摄影记者弗兰克·富尼耶在桑切斯生命的最后时刻拍摄的照片在世界上激起了巨大反响和争议。这组照片被评为1986年世界新闻摄影比赛年度最佳新闻照片。

## 背景
1985年11月13日，内瓦多·德·鲁伊斯火山爆发，火山碎屑流融化了山顶的冰层，形成火山泥流顺着河谷冲向下游。其中，一条火山泥流的分支造成了最大的破坏，分为三个洪峰以每秒6（20英尺）的速度前进，第一个洪峰就笼罩了阿尔梅罗，造成20,000人丧生，稍后两个洪峰又进一步摧毁了小镇的建筑。另一条火山泥流的分支摧毁了金鸡纳，也造成了1,800人丧生:291。这次爆发总计造成将近23,000人丧生，13个村庄被毁。

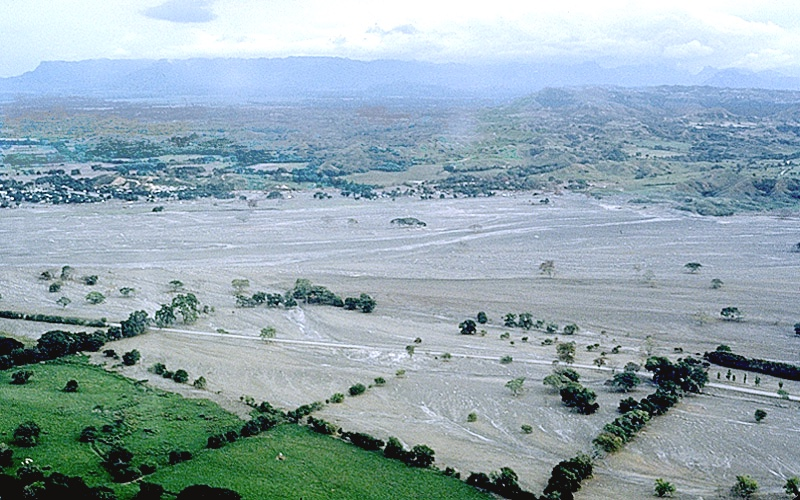
阿尔梅罗小镇原先位于这片区域中央，1985年被火山泥流掩埋

火山爆发前，没有任何明显的信号表示危险即将到来，因此官方没有采取代价高昂的预防措施，使得灾害造成的生命损失更显严重。内瓦多·德·鲁伊斯火山自从1845年以来没有任何爆发记录，使人们放松了警惕，当地人称其为“睡狮”。
1985年9月，火山周围发生了小型地震和潜水蒸气喷发，官方开始进行撤离计划。10月，哥伦比亚第一份火山灾害地图编制完成:5，图上标注出了穆里洛、圣伊萨贝尔、利巴诺等地落石和火山灰沉降的风险，以及马里基塔、瓜亚瓦尔、阿尔梅罗和金鸡纳等地的火山泥流风险。尽管这份地图登载于若干主流报纸，但是没有传递给面临高风险的人群中，许多幸存者根本没有听说过这份地图:5。有消息认为，阿尔梅罗的火山泥流风险在地图中非常清晰，但是经济利益使得地图没有发挥足够的作用:6。
由于当时哥伦比亚正处于游击活动的高潮，政府和军队多数集中于首都波哥大。哥伦比亚议会指责科学和民事防护机构散布恐慌。
多方面的原因共同作用下，这次火山爆发成为哥伦比亚历史上最严重的自然灾害：没有预警，火山周围的居民对于灾害的准备不足；土地使用不合理，村落建设于火山泥流可能流经的路径上。这次火山爆发造成的死亡数字是1500年以来第四高，同时也是20世纪第二高，仅次于1902年培雷火山爆发。火山泥流造成的死亡数字在有记载的火山历史上是最高的。

## 灾难经过
奥马伊拉·桑切斯和她的父亲、母亲、兄弟、姨妈一同生活。火山爆发前，她的母亲前往波哥大经商。灾难降临当夜，桑切斯一家彻夜未眠，担心火山爆發帶来的火山灰沉降，直到他们听到火山泥流奔腾而来的声音。片刻过后，桑切斯已被困在房屋的混凝土和其他碎片中。当救援队前来尝试帮助她脱困时，他们意识到她的腿被她家的屋顶困住了。不同来源对于桑切斯受困程度的描述略有差异，有的来源描述为“脖子以下受困”:10，另外的来源描述为“腰部以下受困”。
火山泥流袭击后的最初若干小时中，桑切斯被混凝土覆盖，但是手可以从一个缝隙中伸出来。救援队发现了她的手，随即花费一天的时间清理了她的腰部以上部位覆盖的碎片。然而，在救援队尝试将她拉出来时，发现只有将她的腿打断才能成功。每次拉动她的时候，积水都会向她周围集中，似乎会将她淹死。因此，救援队为她套上了绳子，保持她在水面以上。潜水员发现桑切斯的腿被压在一扇砖门下，同时被她的姨妈的手臂紧紧缠绕着。
尽管身处困境之中，桑切斯仍保持着相对积极的态度。她为正在作为志愿者工作的记者唱歌，要甜食和苏打水，同意接受采访。有时她也会表现出害怕，自己祈祷或哭泣。被困第三晚，桑切斯开始出现幻觉，说她不想上学迟到，还提到了一次数学考试。在她的生命行将结束之际，桑切斯的眼睛开始发红，脸变得肿胀，手变得发白。有一次，她要求周围的人不再管她，让他们可以休息。几个小时后，救援队带着一台水泵回到她身边，但是她的腿在混凝土下以跪姿弯曲着，不切断腿不可能将她救出来。现场的医生评估认为，没有合适的手术设备，桑切斯不可能通过截肢手术存活。最终，在挣扎了三晚（约60小时）后，桑切斯于11月16日上午10:05左右去世，死因可能是坏疽或失温症。
桑切斯的父亲和姐妹也死于火山泥流，兄弟和母亲则逃过一难。她的母亲表达了对女儿去世的心情：“这太可怕了，但是我们必须为生者着想……我会为了我（只失去一根手指的）儿子而活。”
当公众通过媒体得知桑切斯的遭遇后，她的死成为了对于官方批评的标志，认为官方未能合理救助幸存者:13。和官方宣称的已尽全力救援不同，报纸披露出救援物资短缺的情形，引发了大量争议。参与救援行动的志愿者表示，铲子、切割工具、担架等基本的救援物资均不足，救援过程无组织，一片混乱。一位不愿透露姓名的警官确认了这一情形。哥伦比亚国防部长发表讲话称“理解对于救援行动的批评”，但是同时认为哥伦比亚不是发达国家，“没有那种设备”。

## 摄影记录
弗兰克·富尼耶于11月15日抵达波哥大，16日黎明时抵达阿尔梅罗，在农民的指引下来到桑切斯身边，为桑切斯生命的最后时刻拍摄了一组照片，题为《奥马伊拉·桑切斯的痛苦》。此时桑切斯已经被困将近三天，接近油尽灯枯。富尼耶稍后形容小镇那种“间杂着尖叫的、怪异的宁静”的感觉让人“萦绕心头”。富尼耶表示，他为桑切斯拍摄这组照片时，只有向外界传递这个小女孩的勇气和尊严，呼吁人们为救援投入努力，此外却无能为力:14。
灾难受到了全世界的关注，桑切斯作为遇难者，成为了谁来为毁灭性后果承担责任的争议中心。根据一位BBC记者的记述，“许多人为如此近距离的看到奥马伊拉生命的最后时刻感到惊骇”。照片发表于《巴黎競賽》后，许多人批评富尼耶“像秃鹫一样贪婪”。富尼耶回应：“我感到这个故事对我来说有着重要意义。我很高兴有人对此产生反响；如果人们不在意，那才更糟。……我相信这张照片帮助当地募集了更多资金，同时表达了对于（哥伦比亚）领导人的不负责任、缺乏勇气的行为之批评。”
这组照片被评为1986年世界新闻摄影比赛年度最佳新闻照片。

## 影响

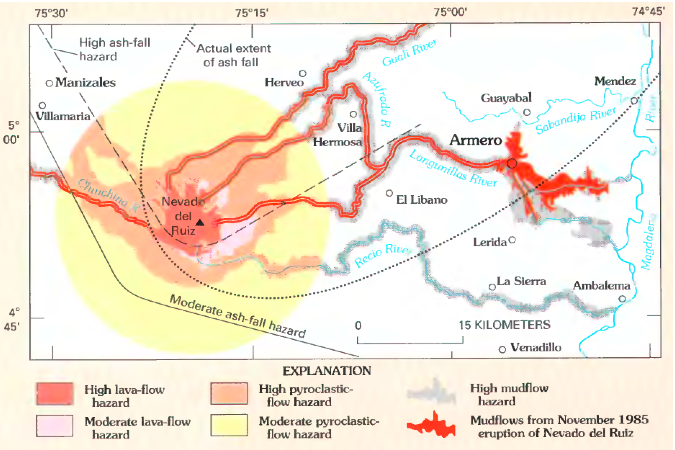
内瓦多·德·鲁伊斯火山附近的灾害地图，标注了所有可能受火山爆发影响的区域

根据哥伦比亚火山观测机构的报告，内瓦多·德·鲁伊斯火山至今仍是活火山，其上的冰层融化10%就会产生高达200,000,000立方（7.06×109立方英尺）的泥石流，这一规模与1985年的爆发类似。火山泥流可以在几小时内顺着河谷冲到下游100（62英里）外。模拟数据显示，附近的500,000名居民受到威胁，其中100,000名居民受到更高威胁。为了防止悲剧重演，哥伦比亚政府成立了专门的灾难准备办公室（西班牙語：Oficina Nacional para la Atención de Desastres），现为灾难预防和准备机构（西班牙語：Dirección de Prevención y Atención de Desastres）。所有的哥伦比亚城市均为自然灾害制订了应急计划。
灾难过后多年，人们仍在以各种形式纪念桑切斯，以及其他遇难者:12-13。除了照片，桑切斯生命的最后时刻同时还以文字的形式被记录下来:13。伊莎贝·阿言德在她的作品中写道：“她（桑切斯）的大大的黑色的眼睛中写满了顺从和智慧，仍在我的梦中追寻着我。写下这个故事无法让我消除心中她的幽灵。”:76
阿尔梅罗已经不复存在，其原址上布满十字架，并为桑切斯立有一个小型纪念碑。